# Жан-Клод Пекер
Жан-Клод Пекер (фр. Jean-Claude Pecker; 10 травня 1923, Реймс — 20 лютого 2020) — французький астроном, член Паризької АН (1977).

## Життєпис
Освіту здобув у Гренобльському університеті й у Вищій нормальній школі в Парижі. У 1946—1952 працював в Національному центрі наукових досліджень, в 1952—1955 викладав фізику в університеті Клермон-Феррана. У 1955—1965 — співробітник Паризької обсерваторії, в 1962—1969 — директор обсерваторії в Ніцці. З 1964 — професор теоретичної астрофізики Колеж-де-Франс, в 1971—1978 — також директор Астрофізичного інституту Національного центру наукових досліджень у Парижі.
Основні наукові праці присвячені фізиці зоряних атмосфер, навколозоряних оболонок і міжзоряного середовища, еволюції галактик, космології. У великому циклі робіт з фізики зоряних атмосфер розглянув різні питання теорії переносу випромінювання, утворення безперервного і лінійного спектрів, вплив покривного ефекту ліній поглинання на будову фотосфери Сонця; досліджував проблеми утворення ліній поглинання за відсутності локальної термодинамічної рівноваги (ЛТР) в атмосферах зірок і оцінив ступінь відхилення від ЛТР у сонячній атмосфері; побудував моделі атмосфер зірок різних спектральних класів. На основі цих теоретичних досліджень дав інтерпретацію спектральних особливостей різних типів нормальних і пекулярних зірок. Виконав розрахунки моделей протозоряних хмар з метою вивчення еволюції цих хмар і утворення з них навколозоряних оболонок. Вивчив фізичні процеси в навколозоряного пилу і міжзоряному середовищі; розглянув взаємодію випромінювання з міжзоряними пилом і газом і вплив цього фактора на еволюцію галактики. В останні роки спільно з Ж. П. Віж'є та іншими розробляє теорію некосмологічного червоного зміщення ліній у спектрах різних небесних тіл (Сонця, зірок, квазарів, галактик), пояснюючи його непружною взаємодією між фотонами з ненульовою масою.
Автор підручника «Загальна астрофізика» (спільно з Е.Шацманом, 1959) та науково-популярної книги «Експериментальна астрономія» (1969, рос. пер. 1973).
Генеральний секретар Міжнародного астрономічного союзу (1964—1967), президент французького Національного комітету з астрономії (1970—1973), президент Французького астрономічного товариства (1973—1976), член-кореспондент Бюро довгот в Парижі, член Бельгійської королівської академії наук, словесності та образотворчих мистецтв (1980).
Премії П. Ж. С. Жансена Французького астрономічного товариства (1967) та Ж. Б. Перрена Французького фізичного товариства (1974).
На його честь названо астероїд 1629 Пекер.